# Musie Ghebreghiorghis
Musie Ghebreghiorghis, né le 26 juillet 1949, à Aderho, est un prélat érythréen de l'Église catholique éthiopienne.

## Biographie
Musie Ghebreghiorghis est né le 26 juillet 1949, à Aderho, dans l'Empire d'Éthiopie, aujourd'hui en Érythrée.
Il intègre l'Ordre des frères mineurs, le 18 mai 1974, et y est ordonné prêtre, le 13 juin 1976.
Il est nommé éparque d'Emdibir, en Éthiopie, le 25 novembre 2003, reçoit la consécration épiscopale de Mgr Berhaneyesus Demerew Souraphiel, archéparque d'Addis-Abeba, le 8 février 2004, et est officiellement intronisé le 15 février 2004.
Le 23 août 2024, le pape François accepte sa démission pour raison d'âge. Son coadjuteur, Teshome Fikre Woldetensae, lui succède immédiatement.